# 関市立金竜小学校
関市立金竜小学校（せきしりつきんりゅうしょうがっこう）とは、岐阜県関市上白金にある公立小学校。
校名は、小学校新設時に敷地を提供した上白金地区に由来する。

## 沿革
- 1963年（昭和38年）4月 - 小金田小学校・千疋小学校・保戸島小学校の3小学校を名目統合し、金竜小学校として発足[2]。
- 1964年（昭和39年）3月 - 新校舎に統合する。
- 2011年（平成23年）12月 - 2代目新校舎竣工。

## 通学区域
- 小屋名、上白金、下白金、山田、千疋、千疋北1丁目、千疋北2丁目、植野、側島、戸田、保明、津保川台1丁目、津保川台2丁目、虹ケ丘北、虹ケ丘南、大平台及び希望ケ丘町[3]。

## 進学先中学校
- 関市立小金田中学校

## 交通
- 岐阜バス - 小金田停留所より徒歩5分